# هاينس ماير

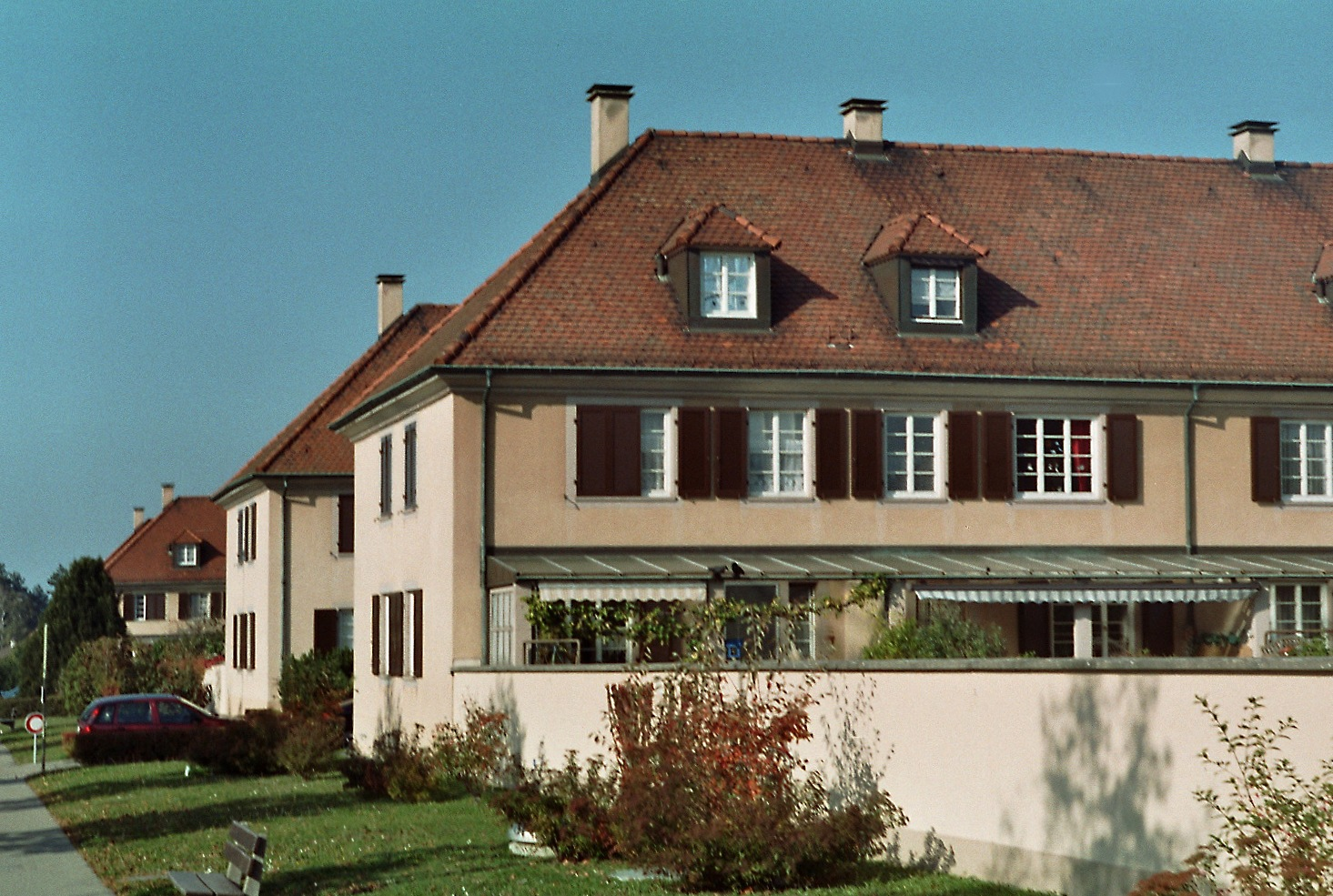
مباني إسكانات في موتانز، سويسرا. أحد أعمال هاينس ماير.

هاينس ماير (بالفرنسية: Hannes Meyer ؛ 1889-1954) هو معمار سويسري، والمدير الثاني لمبنى باوهاوس في داسو، ألمانيا بين عاميّ 1928 و 1930. مارس التصميم المعماري في عدة دول كسويسرا، بلجيكا، وألمانيا، كما عمل كرئيس قسم في مجموعة كروب بين عاميّ 1916 و 1918.
هاجر ماير إلى الاتحاد السوفييتي في عام 1930 مع عدد من معماريي مدرس باوهاوس، وأصبح يدرّس في أكاديمية WASI السوفيتية للعمارة. وقد عمل على عدد من مشاريع التخطيط العمراني هناك قبل أن ينتقل إلى جنيف ثم إلى مكسيكو، حيث عمل مع الحكومة المكسيكية. وقد عاد إلى سويسرا في عام 1949، ومات هناك عام 1954.

## وصلات خارجية
- هاينس ماير على موقع الموسوعة البريطانية (الإنجليزية)

- هاينس ماير على Architectuul